# Aceratherium
Aceratherium är ett utdött släkte noshörningar, som saknade horn och hade andra framtanden lång och hörntandslik. Den klassificerades till Rhinocerotidae av Carroll (1988) och till Aceratherini av Kaya och Heissig (2001).
Det vetenskapliga släktnamnet är sammansatt av gammalgrekiska a (utan), keratos (horn) och therion (best).
Fossilen är 28 till 3,4 miljoner år gamla och de hittades i Eurasien.
Aceratherium incisivum hade korta betar i underkäken. Fossil från Nordamerika som tidigare listades i detta släkte flyttades till andra släkten. Arterna hade upp till tre framtänder per sida i underkäken. Vid framfoten fanns fyra fingrar.